# Draba norvegica

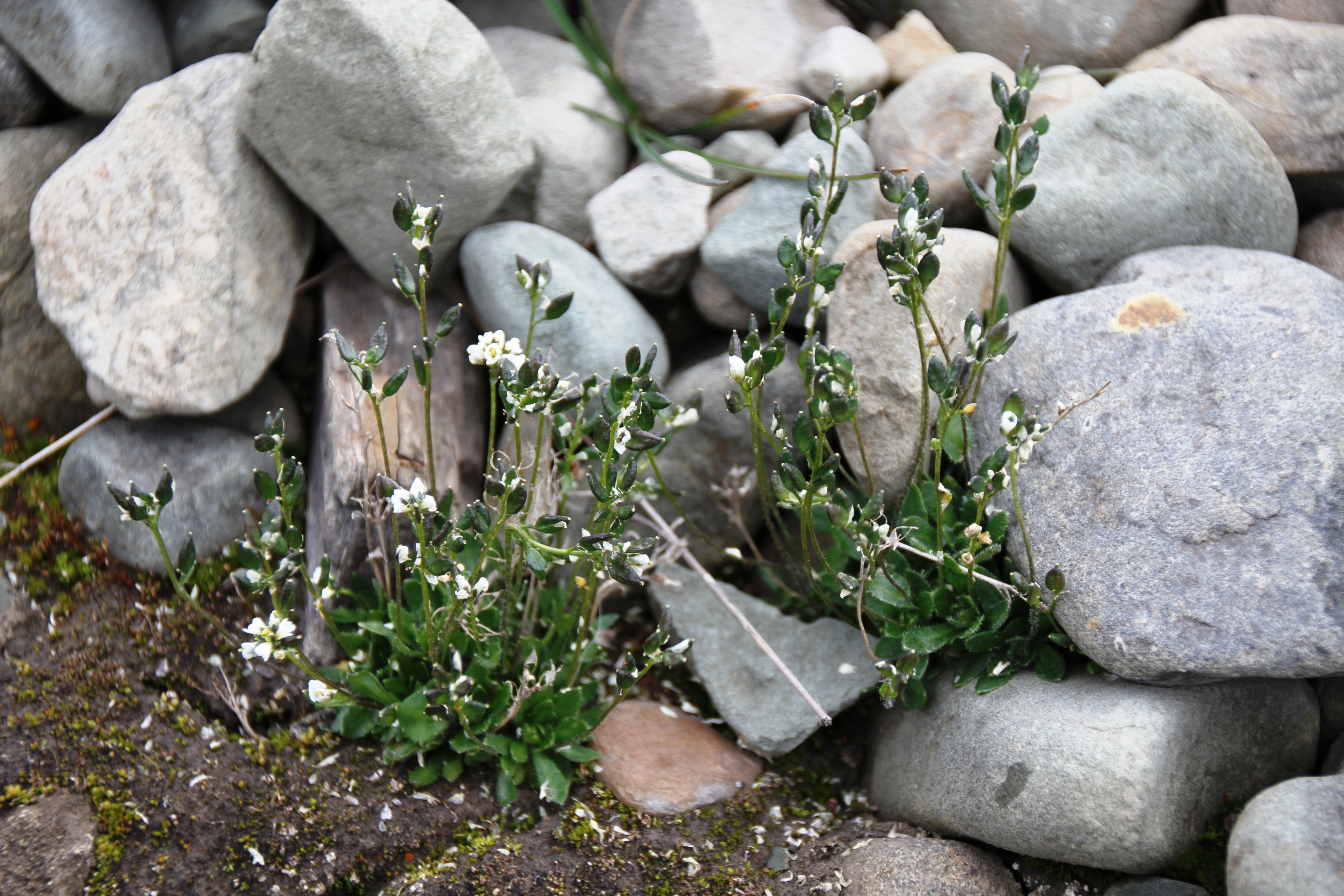
Vista de la planta

Draba norvegica es una especie de planta fanerógama de la familia Brassicaceae.

## Descripción
Imprecisamente cespitosa, variable, perenne, con rosetas de hojas pelosas lanceoladas y tallo floral corto y a menudo afilo de hasta 20 cm. Flores blancas, de 3-5 mm de diámetro, en una inflorescencia densa que se hace laxa con el fruto. Pétalos mellados, casi el doble de largos que los sépalos. Vaina ovada de 5-7 mm, normalmente glabra. Florece en el verano. 

## Distribución y hábitat
En Gran Bretaña, Finlandia, Islandia, Noruega, Suecia y Rusia. Crece en rocas alpinas.

## Taxonomía
Draba norvegica fue descrita por Johan Ernst Gunnerus  y publicado en Flora Norvegica 2: 106. 1772.
Etimología
Ver: Draba, Etimología
norvegica: epíteto geográfico que alude a su localización en Noruega.
Sinonimia
- Draba clivicola Fernald
- Draba furcata E.Ekman
- Draba hirta Gunnerus
- Draba hirta var. norvegica (Gunnerus) Lilj.
- Draba hirta f. rupestris (R.Br.) Ostenf.
- Draba inferalpina E.Ekman
- Draba laxa Lindblom
- Draba proxima E.Ekman
- Draba rupestris R.Br.
- Draba rupestris f. glabriuscula Pohle
- Draba rupestris f. stellatopilosa Pohle
- Draba scandinavica Lindblom
- Draba scandinavica var. hebecarpa Lindblom
- Draba sornborgeri Fernald
- Draba trichella Fr.[3]